# Charles-Louis Havas
Charles-Louis Havas (Rouen, 5 luglio 1783 – Bougival, 21 maggio 1858) è stato uno scrittore, giornalista e traduttore francese.
È stato il fondatore della agenzia di stampa Agence Havas, progenitrice dell'Agence France-Presse (AFP).
Havas può essere considerato come la prima persona che ha definito il concetto di agenzia di stampa. Ha tradotto notizie dall'estero per la stampa nazionale francese, consapevole del suo crescente interesse negli affari internazionali.
Havas era stato un commerciante internazionale ed un banchiere, nel 1825 fondò un ufficio di traduzione delle informazioni provenienti dall'estero per i giornali francesi. L’interesse crescente per le notizie dall'estero lo portò a trasformare nel 1835 l'ufficio nell'Agence Havas, che forniva anche le notizie della Francia ai giornali stranieri. Fra i suoi collaboratori ci furono Paul Julius Reuter, che nel 1851 fondò a Londra l'agenzia Reuters, e Bernhard Wolff, che nel 1849 costituì a Berlino il Wolffs Telegraphisches Bureau, precursore dell'agenzia Continentalen e della DPA. Dopo il suo ritiro dagli affari, nel 1852, i suoi eredi, Auguste e Charles-Guillaume Havas, in cinque anni riuscirono ad assicurarsi anche il monopolio della pubblicità con la Société générale des annonces, trasformatasi in Havas nel 1945.

## Biografia

### I primi anni: commerciante internazionale
Charles-Louis Havas proveniva da una famiglia borghese di origine ebraica  di Rouen, in Normandia. Il padre aveva interessi nel commercio internazionale del cotone e nei comptoirs d’escomptes (banchi di sconto) di Rouen e di Lione.
Nel 1805, ventiduenne, Charles-Louis accettò l'invito di un amico di famiglia, il prestigioso commerciante Gabriel-Julien Ouvrard, di andare a lavorare a Nantes come fornitore dell'esercito imperiale. Qui imparò i meccanismi del commercio internazionale, comprando e rivendendo cereali, cotone e prodotti coloniali (zucchero, caffè e cacao).
Il 21 novembre 1806 entrò in vigore il blocco continentale: un decreto di Napoleone proibiva l'attracco sul continente europeo alle navi che avessero in precedenza toccato un porto inglese. Il Portogallo, paese neutrale, servì da rimedio per l'economia francese, permettendole di approvvigionarsi di materie prime. Il commercio del cotone brasiliano, che passava dal Portogallo o dalla Spagna, attirò vari commercianti francesi in queste nazioni. Charles-Louis Havas fu mandato a Lisbona a lavorare per un corrispondente di Ouvrard, Durand-Guillaume de Roure, che si era stabilito in Portogallo da 25 anni.
Meno di un anno dopo, tuttavia, la diplomazia britannica iniziò un'opera di convinzione per attirare il Portogallo nella propria sfera d'influenza. Bonaparte non poteva permetterlo e mandò in Portogallo una parte della Grande Armée al comando del generale Junot con l'ordine di prendere in ostaggio la famiglia reale portoghese.
I commercianti di Lisbona intuirono che ci sarebbe stata penuria di cotone: in particolare Havas, grazie alle conoscenze di Ouvrard, sapeva che il generale Junot stava marciando su Lisbona. 
Il giovane commerciante decise un'operazione audace: comprare molti carichi di cotone brasiliano per rivenderlo a prezzo d'oro qualche settimana dopo alle filature francesi. Il viaggio di andata e ritorno furono fatte a credito, dal momento che erano 3.000 tonnellate di cotone, un terzo del fabbisogno annuo francese. Havas le rivendette con un'enorme plusvalenza a Rouen. le sue navi attraversarono l'Atlantico per toccare il Brasile e caricare la preziosa materia prima del trasferimento della corte portoghese in Brasile.
Infatti, il generale Junot arrivò troppo tardi a Lisbona, il 30 novembre, solo per vedere da lontano le navi che stavano portando in Brasile la famiglia reale portoghese, la quale protestò formalmente contro l'invasione francese del Portogallo.
In Brasile, il re del Portogallo ordinò ai commercianti locali di non esportare il cotone in Francia. 
Questo scatenò l'impennata del prezzo del cotone in Francia, in quanto il Brasile rappresentava nel 1807 più di un terzo del cotone importato in Francia, quanto quello proveniente dagli Stati Uniti. Il cotone della colonia francese di Saint-Domingue era già scomparso a causa della rivoluzione haitiana.
Charles-Louis Havas, ormai ricco e stimato, divenne socio di Durand-Guillaume de Roure e ne sposò la figlia Jeanne, nel 1808 a Lisbona.

### Banchiere
L'anno dopo, la campagna napoleonica di Spagna comportò l'occupazione del Portogallo da parte degli Inglesi. Espulsa da Lisbona manu militari, la famiglia de Roure-Havas dovette rifugiarsi a Rouen. Charles-Louis tornò a fare il commerciante. Nascono i figli Jeanne Caroline, Charles-Guillaume e Auguste, rispettivamente nel 1809, 1811 e 1814.
La famiglia si trasferì a Parigi nel 1811. Banchiere giovane e benestante, Charles-Louis Havas si specializzò nelle operazioni sui titoli del debito pubblico. Infatti, le guerre napoleoniche svuotavano le casse dello stato. Charles-Louis conosceva bene questo mercato che il suo amico Ouvrard aveva innovato cinque anni prima, inventando un sistema in cui i buoni del Tesoro erano sostituiti, in certo modo, da un prestito occulto e permanente. 

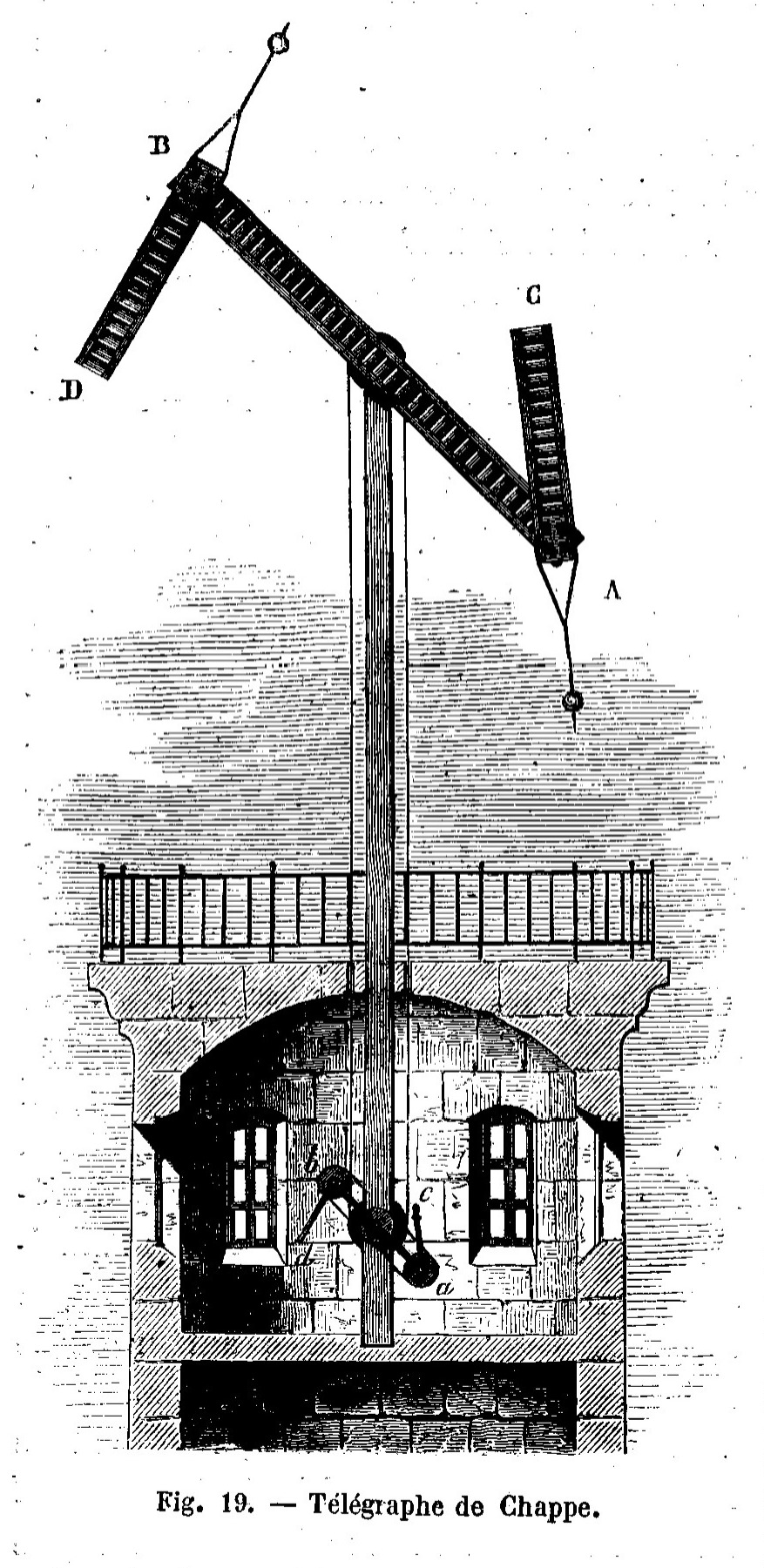
Telegrafo ottico

La caduta del Primo Impero dopo la Battaglia di Waterloo portò con sé il declino del debito pubblico francese.

### Informatore finanziario
Il suo amico Gabriel-Julien Ouvrard fu nuovamente rovinato quando un bando di gara organizzato a Baiona nel 1825 per equipaggiare l'esercito francese in occasione della spedizione di Spagna, sfociò nello scandalo dei mercati spagnoli. La crisi di borsa del 1825 completò la rovina di Charles Havas.
Al suo rilascio dalla prigione nel 1825 Ouvrard si lanciò di nuovo nella speculazione finanziaria e aveva bisogno di qualcuno che gli trasmettesse le ultime notizie: qualcuno capace di tradurgli e riassumergli il contenuto dei principali giornali del mondo, con rapidità e affidabilità. Charles Havas parlava inglese e tedesco, sua moglie, nata a Lisbona, padroneggiava lo spagnolo e il portoghese: la coppia si trovò negli anni venti dell'Ottocento a capo di un ufficio di informazioni economiche e finanziarie al servizio esclusivo del banchiere Gabriel-Julien Ouvrard. 
Il loro compito consisteva nel leggere tutto quello che riguardava l'attività delle banche concorrenti: le guerre, i commerci, i corsi delle materie prime, i naufragi delle navi. Siamo nell'epoca in cui i battelli a vapore iniziavano a trasportare il cotone sul Mississippi, e poi si avventuravano anche in mare aperto, mentre l'impero coloniale spagnolo in America esplodeva e nascevano le nuove repubbliche.

### IlBureau de traduction des journaux étrangers
La censura napoleonica, reintroducendo l'autorizzazione preventiva di pubblicazione con decreto 17 gennaio 1800, aveva decimato la stampa. Nel 1818 non c'erano che duecentocinquanta giornali in tutta la Francia: se ne conteranno seicento nel 1835.
Havas costituì nel 1832 il Bureau de traduction des journaux étrangers, che diventerà successivamente il Bureau de nouvelles. Aveva sede all'Hôtel Bullion, proprio di fianco all'Hôtel des ventes, Havas doveva solo attraversare la strada ogni mattina per andare a ritirare lettere e giornali all'Hôtel des Postes, la futura posta centrale di Parigi.
Parlando il tedesco, Havas collaborava anche alla Correspondance Garnier, che nel 1831 aveva sostituito il Bureau Bornsteïn, fondato nel 1811 da un esule tedesco. La pubblicazione aveva una clientela di alcune centinaia di lettori oltre Reno: Havas la rilevò nel 1832, così come rilevò altre due agenzie concorrenti.
Un viaggio attraverso l'Europa gli permise di reclutare dei corrispondenti che si integrarono nell'Agence des Feuilles Politiques-Correspondance Générale, fondata nel 1835 e dal 1838 inviata per posta anche nei Paesi Bassi, in Belgio, in Gran Bretagna, in Germania. Questa nuova attività, che aveva per direttore J. Delaire, completava il Bureau de traduction. La nuova Agence Delaire-Havas comunicava con i suoi corrispondenti mediante telegrafo ottico, che nel 1844 era costituito da 534 torri che tappezzavano il territorio francese; nello stesso tempo aveva ottenuto un privilegio di trasmissione accelerata dei messaggi inviati per posta.

### L'appoggio del Ministero degli Interni

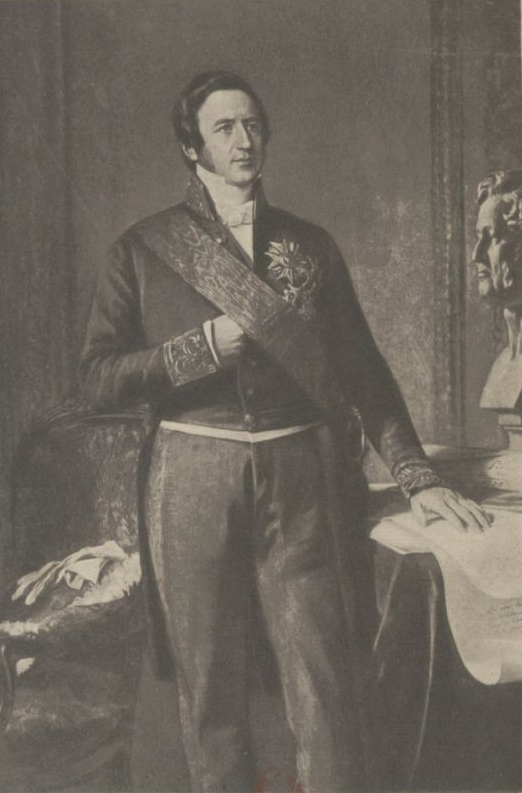
Camille de Montalivet

Nel 1838 l'agenzia Delaire-Havas persuase il Ministro degli Interni Camille de Montalivet ad affidarle un'importante pubblicazione ufficiale destinata alla stampa di provincia e fondata dal rivale di Havas, Jacques Bresson, la Correspondance des journaux ministériels des départements, chiamata anche Correspondance Lejollivet e redatta da Léon Vidal, consigliere del ministro per la stampa, che lavorerà a partire dal 1838 per Havas.
Perciò, intorno al 1840 Havas e Delaire pubblicavano quattro bollettini: la Correspondance politique destinata ai prefetti e sottoprefetti, la sua variante per la stampa di provincia filogovernativa (La Correspondance politique privée), il Petit Bulletin universel indirizzato ai membri del governo, con le notizie del giorno prima e della notte. Per i banchieri e gli uomini d'affari, infine, pubblicavano la Petite Feuille, sintetico bollettino che comprendeva il riassunto dei giornali, qualche fatto di Borsa e le quotazioni delle obbligazioni. In questo modo l'agenzia si conquistò rapidamente una clientela di circa settanta giornali di provincia. 

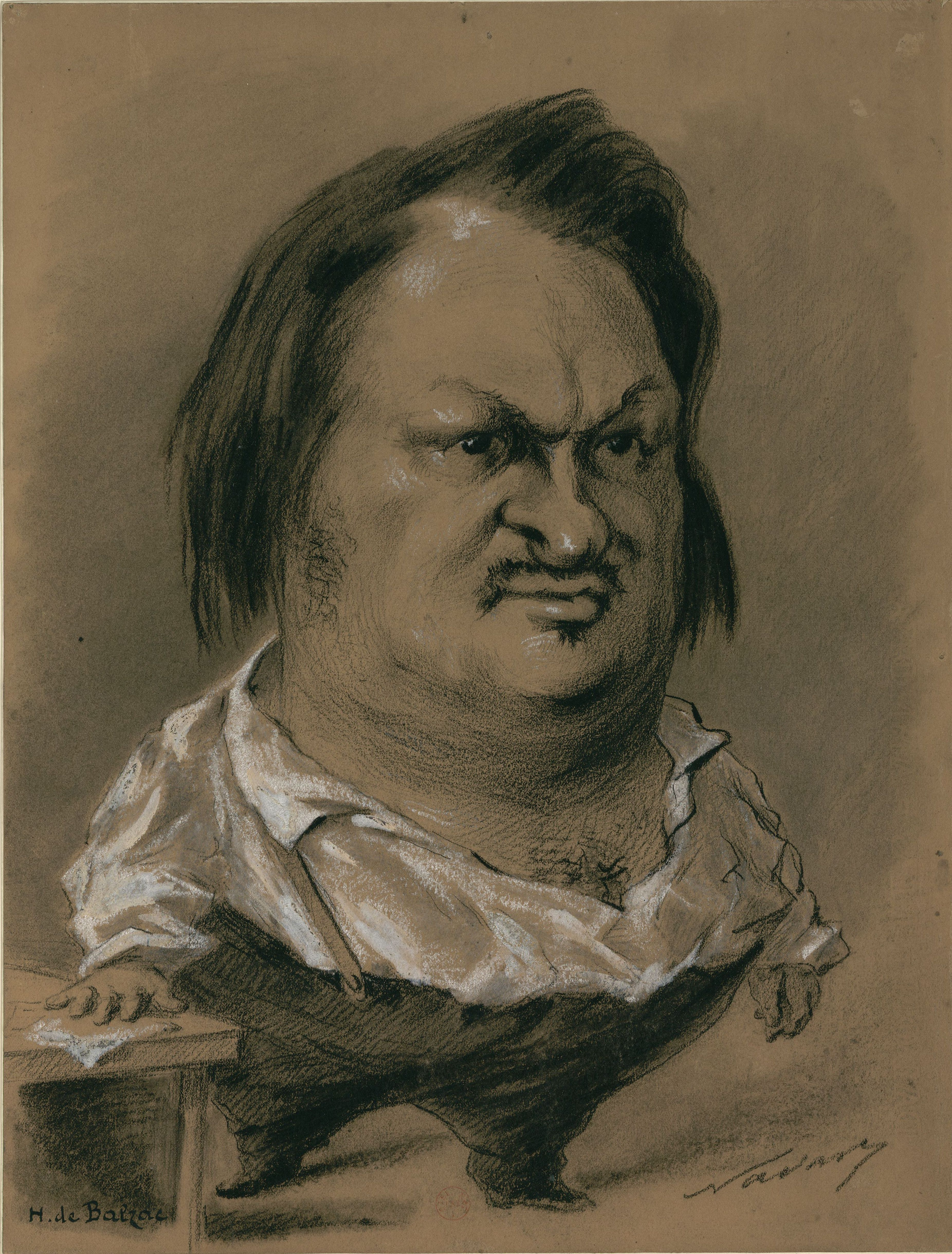
Caricatura di Balzac fatta da Nadar

Sotto la Monarchia di Luglio Delaire riceveva due sovvenzioni statali, di cui che variava da 1.100 a 1.700 franchi ogni trimestre. In totale, nel periodo 1840-1841, l'agenzia Delaire-Havas avrebbe ricevuto 20.0000 franchi dallo stato.
Sostenuto dal banchiere Jacques Laffite, Havas ottenne il diritto di utilizzare il telegrafo elettrico a partire dal 1845, cinque anni prima che la legge del 1850 ne autorizzasse l'uso anche ai suoi concorrenti, e sotto condizioni molto restrittive.
Il monopolio pazientemente tessuto da Havas nella diffusione delle notizie dall'estero verso i quotidiani francesi indisponeva molti giornalisti, dal momento che Monarchia di Luglio la libertà di stampa rimaneva molto limitata.
Fu il romanziere Honoré de Balzac a suonare la carica il 25 agosto 1840: 
(Honoré de Balzac)
Lo scrittore condusse un'inchiesta e svelò che Havas era stato comproprietario de La Gazette de France, tristemente celebre perché era uno dei quattro giornali parigini autorizzati sotto Napoleone, in base al decreto del 17 settembre 1811, insieme a Le Moniteur, al Journal de Paris e al Journal de l'Empire, tutti quattro nazionalizzati. Inoltre Balzac osservò che Havas era stato consocio di un'impresa per delle licenze accordate da Napoleone durante il blocco contonentale.
Balzac chiamava Havas "il prestanome del ministero"; lo scrittore sosteneva che Havas ricevesse dal ministero 6.000 franchi al mese contro i 4.000 che riceveva dai giornali cui forniva notizie. Perciò, proseguiva Balzac «i giornali a loro insaputa, non hanno a disposizione che quello che il primo ministro lascia pubblicare loro».

### Gli allievi
In Francia la Rivoluzione del 1848 si tradusse nella libertà di stampa e in quella di riunione. L'adozione del suffragio universale, ancora limitato ai maschi, fece di ogni uomo un elettore, chiamato ad informarsi. I giornali si moltiplicarono: ne furono fondati duecento in quattro mesi, mille nei tre anni successivi. E il loro prezzo diminuiva: La Liberté, il nuovo quotidiano lanciato da Armand Dutacq si vendeva a un soldo, cioè cinque centesimi. Fu il precursore della stampa popolare, la cosiddetta petite presse che nella seconda metà dell'Ottocento ebbe grande diffusione in Francia.
La repressione che seguì la Rivoluzione di Marzo tedesca nel 1848 permise ad Havas di reclutare tre fra i migliori giornalisti della nuova generazione: Bernhard Wolff, Paul Julius Reuter e Sigismund Englander (1823-1902). Il primò tornò successivamente a Berlino per fondare il Wolffs Telegraphisches Bureau; gli altri due costituirono la Reuters, dopo aver lavorato insieme nello stesso giornale politico a Berlino prima del 1848. Anche Paul Julius Reuter e Bernhard Wolff si erano già conosciuti a Berlino ed erano emigrati insieme a Parigi.

### IlBulletin de Parise l'ingresso nella pubblicità
Nel 1852 Charles-Louis Havas si ritirò dagli affari, ma appena prima aveva avuto l'ultimo colpo di genio, l'ingresso nella pubblicità attraverso una partecipazione al capitale del Bulletin de Paris, fondato nel 1845 per servire La Presse di Émile de Girardin. Rilevato nel 1850 da Mathieu Laffite, costui inventò la concessionaria di pubblicità di tipo francese, la cosiddetta régie, fornendo ai giornali di provincia a con un budget limitato l'accesso alla pubblicità nazionale. Spesso il Bulletin de Paris concedeva ai giornali di provincia l'abbonamento alle notizie in cambio dello spazio pubblicitario sulla quarta pagina.
In questo modo i figli e continuatori di Havas, Auguste Havas e Charles-Guillaume Havas potevano offrire ai clienti due servizi: le notizie di attualità e la gestione degli annunci. In cinque anni, dal 1852 al 1857, i due eredi costruirono il monopolio della pubblicità francese, a colpi di acquisizioni e alleanze, con la costituzione della Société générale des annonces.